# Marc-Aurèle de Foy Suzor-Coté
Marc-Aurèle de Foy Suzor-Coté (Arthabaska, Quebec, 1869 - Daytona Beach, Florida, 1937) fou un pintor francocanadenc.

## Biografia
Pintor, escultor i decorador d'esglésies. Entre 1891 i 1912 va viure entre el Canadà, Europa i els Estats Units. A França va adquirir una formació sòlida gràcies als seus estudis a l'École des beaux-arts, l'Académie Julian i l'Académie Colarossi; va treballar al taller de Léon Bonnat, i més endavant al del pintor paisatgista Henri-Joseph Harpignies. Des de 1892 va destacar en les exposicions de l'Association d'Art de Mont-real i el 1912 va guanyar el premi Jessie Dow amb Els vapors,port de Mont-real. El 1901, William Scott es va convertir en el seu marxant, la qual cosa va estendre la seva popularitat i la seva reputació. Dominava el pastel i l'oli, i el 1911 va començar a desenvolupar el seu talent per l'escultura, àmbit en el qual va destacar a partir de 1918. Va treballar temes rurals i en teles inspirades en el seu entorn o en obres literàries.